# Rodolphe Guilland
Rodolphe Joseph Guilland, nacido en Lons-le-Saunier en 1888 y fallecido en Saint-Marcellin (Isère), el 5 de octubre de 1981, fue un bizantinista francés.
Asistió a las facultades de artes en Besanzón y París. Agregado de gramática en 1912, hizo una carrera de profesor en Constantina, Grenoble, Lyon y París (Liceo Charlemagne). En enero de 1927, obtuvo el grado de Doctor en Letras (con una tesis sobre «Nicéforo Gregoras, el hombre y la obra»). Sucedió a su maestro Charles Diehl en la cátedra de historia y civilización bizantina en la Sorbona (1934), hasta su jubilación en 1958. Su bibliografía incluye 192 títulos.

## Principales publicaciones
- La politique extérieure de l'Empire byzantin de 867 à 1081 (1941)
- L'Europe orientale de 1081 à 1453 (en la Historia general de Gustave Glotz, 1945)
- L'Hippodrome à Byzance (1948)
- Études sur le palais du Boucoléon (desde 1949)
- Mosaïques byzantines d'Italie (1952)
- L'Empire byzantin de 717 à 867 (1952)
- La politique sociale des empereurs byzantins de 867 à 1081 (1954)
- L'Empire byzantin de 1081 à 1204 (en la l'Histoire universelle de l'Encyclopédie de la Pléiade, 1957)
- Recherches sur les institutions byzantines (Berlín, Berliner Byzantinische Arbeiten, N.°37, 2 vol., 1967)[4]
- Études de topographie de Constantinople byzantine (Berlín, Berliner Byzantinische Arbeiten, N.°39, 2 vol., 1969)[5]
- Titres et fonctions de l'Empire byzantin (Londres, Variorum Reprints, 1976)[6]